# 傅寬
傅寬（？—前190年），漢初開國功臣，陽陵侯。

## 生平
早年不詳，六國遺民反秦時，傅寬以魏國五大夫騎將跟從劉邦，為舍人，從横陽開始。從攻安陽、杠里，於開封擊趙賁軍，及擊楊熊曲遇、陽武，斬首十二級，賜爵卿。從至霸上。
入關滅秦后，劉邦封為漢王，漢王賜傅寬封號共德君。跟從劉邦至漢中，遷為右騎將。從定三秦，賜食邑雕陰。從漢王劉邦擊項籍，在懷縣接應漢王劉邦，賜爵通德侯。從漢王劉邦擊項冠、周蘭、龍且，所將卒敖倉下斬騎將一人，增加食邑。
屬相國韓信，擊破齊歷下軍，擊田解。屬相國曹參，殘博縣，增加食邑。因定齊地，剖符世世勿絕，封為陽陵侯，二千六百户，除前所有的食邑。為齊右丞相，守備齊地。五年後，為齊相國。
四月，擊陳豨，屬太尉周勃，以相國身份代丞相樊哙擊豨。一月，徙為代国相國，率軍屯代地。兩年後，為代丞相，率軍屯代地。
漢惠帝五年，傅寬逝世，謚為景侯。

## 傅靳蒯成列传第三十八张凤岭 译注
本篇是秦楚之际随从汉高祖刘邦起事的三位近卫侍从官员傅宽、靳歙和周緤的合传。
传中主要记述了傅、靳、周三人随从刘邦征战及升迁的过程
傅宽原是魏国人，最初以魏国五大夫爵位的骑将军官身份跟随沛公刘邦，曾做过家臣，起兵于横阳。他随刘邦进攻安阳、杠里，在开封攻打秦朝将领赵贲的军队，在曲遇、阳武击溃秦将杨熊的军队，斩获敌人十二个首级，刘邦赐给他卿的爵位。后随刘邦进军关中，一路斩关夺将，直到灞上。刘邦立为汉王后，刘邦就赐给傅宽共德君的封号。 [1] 
刘邦听从赵衍的建议，进军关中，拉开楚汉战争的序幕。傅宽跟随刘邦攻进汉中地区，升任右骑将。不久随刘邦平定三秦（即项籍分封于关中的雍王章邯、塞王司马欣、翟王董翳），刘邦赐给傅宽雕阴之地作为食邑。刘邦率军追击项籍时，傅宽受命在怀县接应，赐封他为通德侯。傅宽又随刘邦追击项籍部将项冠、周兰、龙且等部，他所统领士兵在敖仓山下斩获敌方骑将一人，因而增加食邑。 
傅宽又跟随韩信击破了齐国在历下的驻军，追击齐国守将田解所部。后来傅宽归属相国曹参指挥，攻陷齐国的博县，于是再次增加食邑。傅宽因平定齐地有功，受封阳陵侯，刘邦把表示凭证的符分成两半，交给他一半，以示信用，使他的爵位世代相传，食邑达两千六百户，免掉他以前受封的食邑。其后，傅宽担任齐国的右丞相，戒备原田氏齐国的残余势力和新受封的齐王韩信。五年后，傅宽任齐国相国（汉高帝长子刘肥受封为齐王）。
汉高帝十年（公元前197年），赵国相国陈豨反叛，勾结匈奴，自立为代王。同年四月，汉高帝御驾亲征，傅宽以齐国相国的身份代替丞相樊哙进击陈豨，隶属于太尉周勃麾下。一个月后，傅宽调任代国相国，带兵驻守汉朝边郡。两年后，担任代国丞相，继续带兵驻守汉朝边郡。
汉惠帝五年（公元前190年），傅宽逝世，朝廷赐谥号为景侯

## 家庭
- 子 傅精繼承陽陵侯爵位。傅精當侯爵的二十四年逝世，謚為頃侯；
  - 傅則嗣立。傅則當侯爵的十二年逝世，謚為共侯；
    - 傅偃嗣立，當侯爵的三十一年。前122年，傅偃坐與淮南王劉安的謀反事件，死，侯國移除[1]。

## 延伸阅读
[在维基数据编辑]
 《史記/卷098》，出自司馬遷《史記》
 《漢書·卷041》，出自班固《漢書》